# Lijst van Japanse marineschepen tijdens de Tweede Wereldoorlog

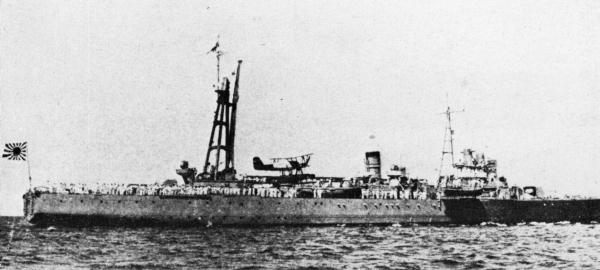
De mijnenlegger Okinoshima

Deze lijst van Japanse oorlogsschepen tijdens de Tweede Wereldoorlog bevat Japanse oorlogsschepen van meer dan 1000 ton.

## Vliegdekschepen

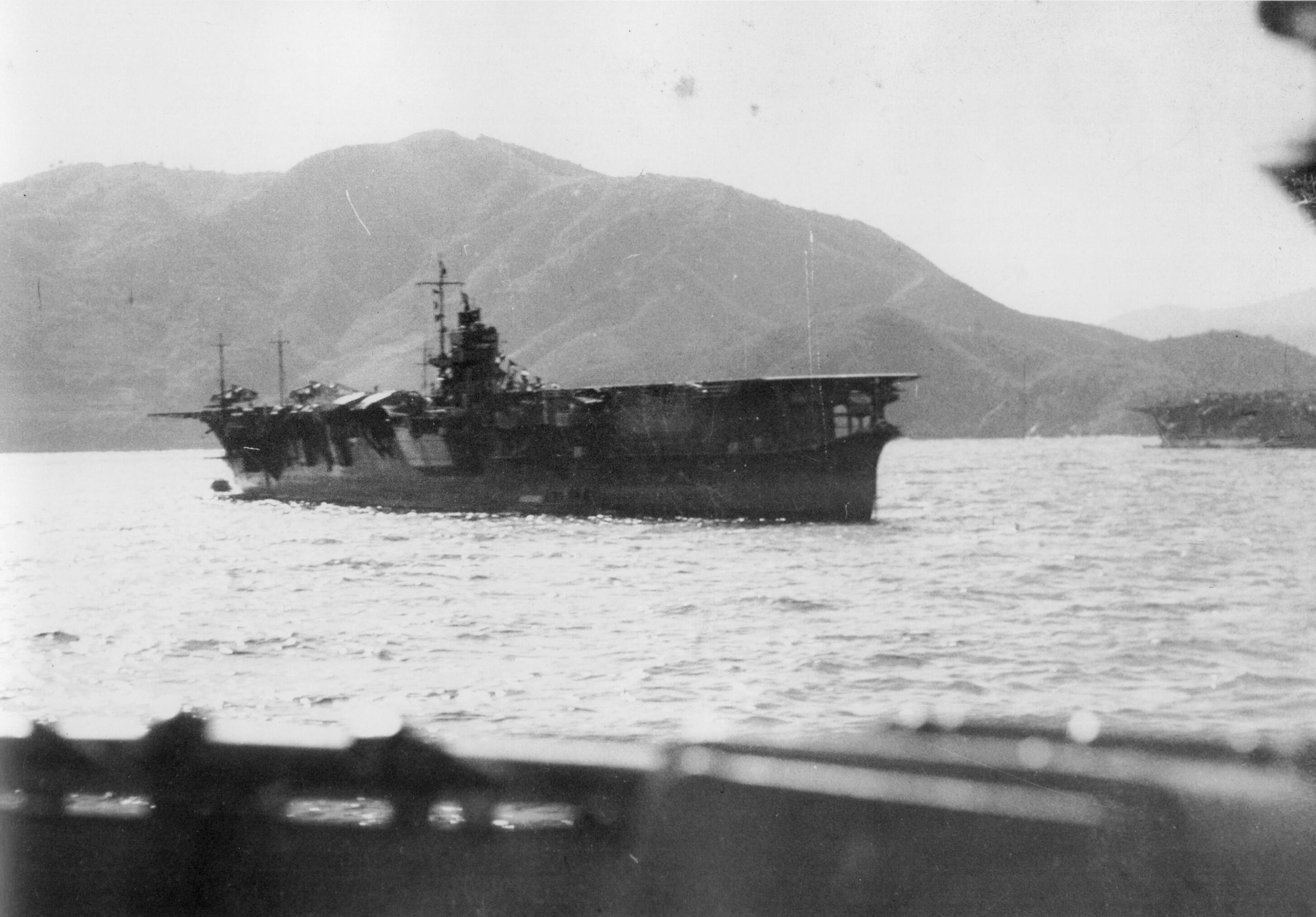
De Soryu, toen het snelste vliegdekschip ter wereld

- Akagi
- Chuyo
- Junyo
- Hayatake
- Hiryu
- Hiyo
- Hōshō
- Junyo
- Kaga
- Kaiyo
- Katsuragi
- Ryuho
- Ryūjō
- Shinano
- Shinyo
- Shōhō
- Shōkaku
- Shimane Maru

- Taihō
- Taiyō
- Unyo
- Yawata Maru
- Zuikaku

- Unryū-klasse
  - Amagi
  - Unryū

- Chitose-klasse
  - Chitose
  - Chiyoda

- Hiyō-klasse
  - Hiyō

- Sōryū
  - Sōryū

- Zuihō
  - Zuihō

## Slagschepen

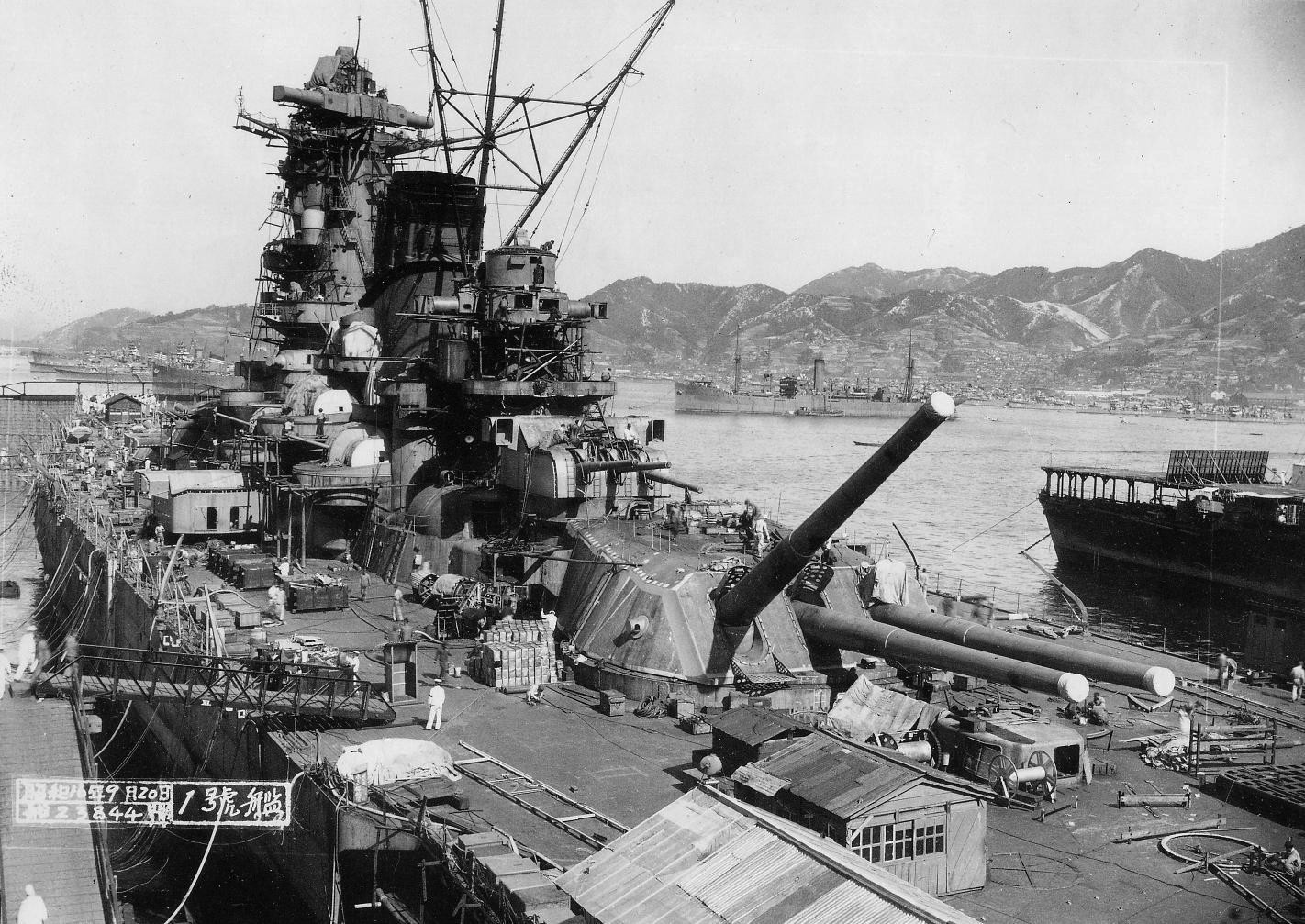
De Yamato, het grootste slagschip ooit gebouwd

- Fusō-klasse
  - Fusō
  - Yamashiro

- Kongō-klasse
  - Haruna
  - Hiei
  - Kirishima
  - Kongō

- Ise-klasse
  - Hyūga
  - Ise

- Yamato-klasse
  - Musashi
  - Yamato

- Nagato-klasse
  - Mutsu
  - Nagato

## Kruisers

### Zware kruisers

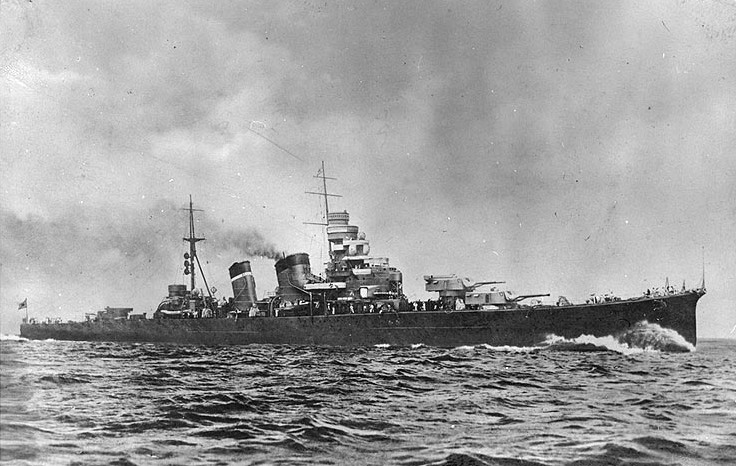
Zware kruiser Aoba

- Aoba-klasse
  - Aoba
  - Kinugasa

- Myoko-klasse
  - Ashigara
  - Haguro
  - Myoko
  - Nachi

- Takao-klasse
  - Atago
  - Chokai
  - Maya
  - Takoa

- Tone-klasse
  - Chikuma
  - Tone

- Furutaka-klasse
  - Furutaka
  - Kako

- Mogami-klasse
  - Kumano
  - Mikuma
  - Mogami
  - Suzuya

### Middelzware kruisers
- Tama
- Yakumo

- Izumo-klasse
  - Iwate

- Asama-klasse
  - Izumo
  - Tokiwa

### Lichte kruisers

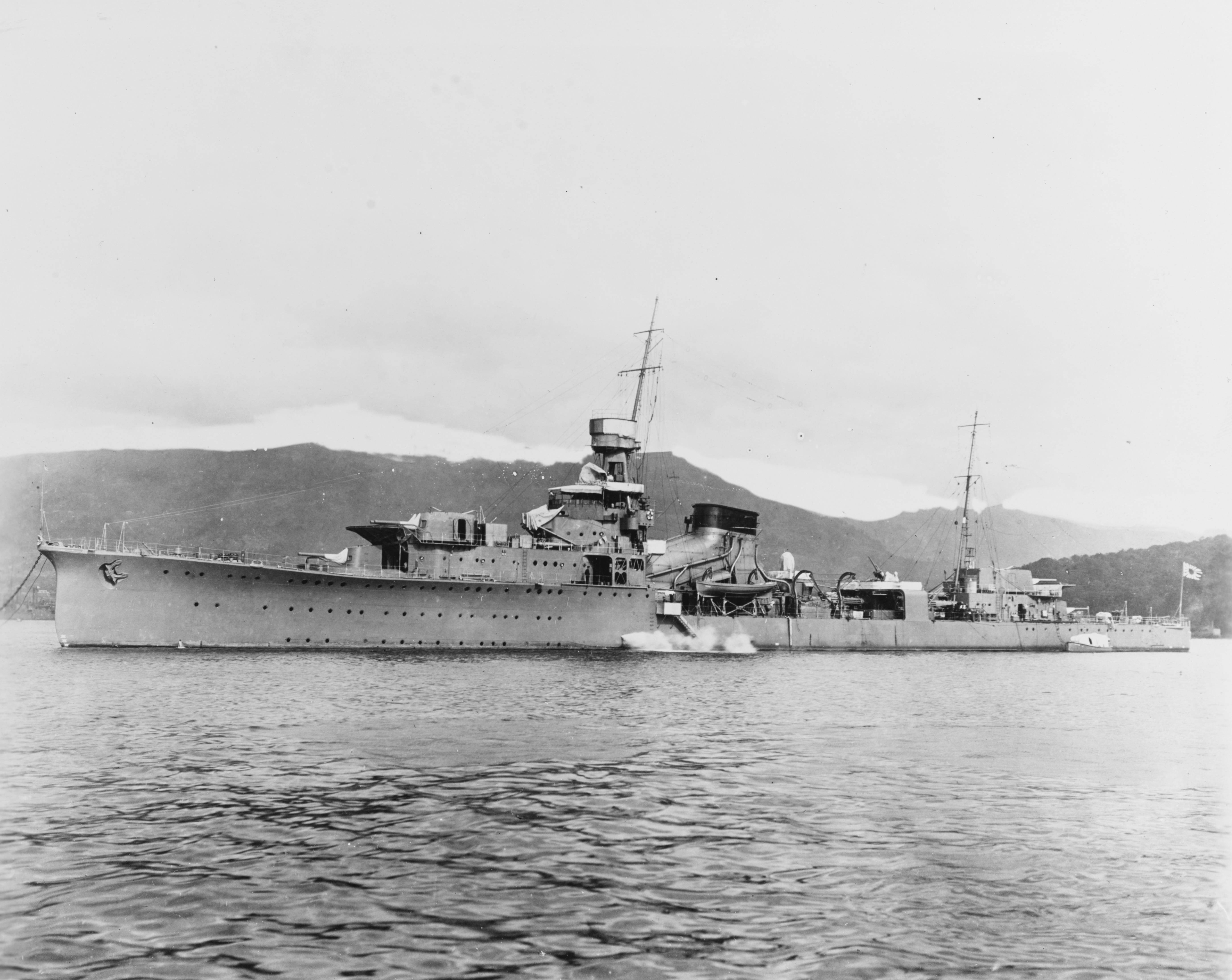
De lichte kruiser Yubari

- Yubari

- Nagara-klasse
  - Abukuma
  - Isuzu
  - Kinu
  - Nagara
  - Natori
  - Yura

- Agano-klasse
  - Agano
  - Noshiro
  - Sakawa
  - Yahagi

- Sendai-klasse
  - Jintsu
  - Naka
  - Sendai

- Katori-klasse
  - Kashii
  - Kashima
  - Katori

- Kuma-klasse
  - Kiso
  - Kitakami
  - Kuma
  - Ōi

- Oyodo-klasse
  - Ōyodo

- Tenryu
  - Tatsuta
  - Tenryu

## Torpedobootjagers

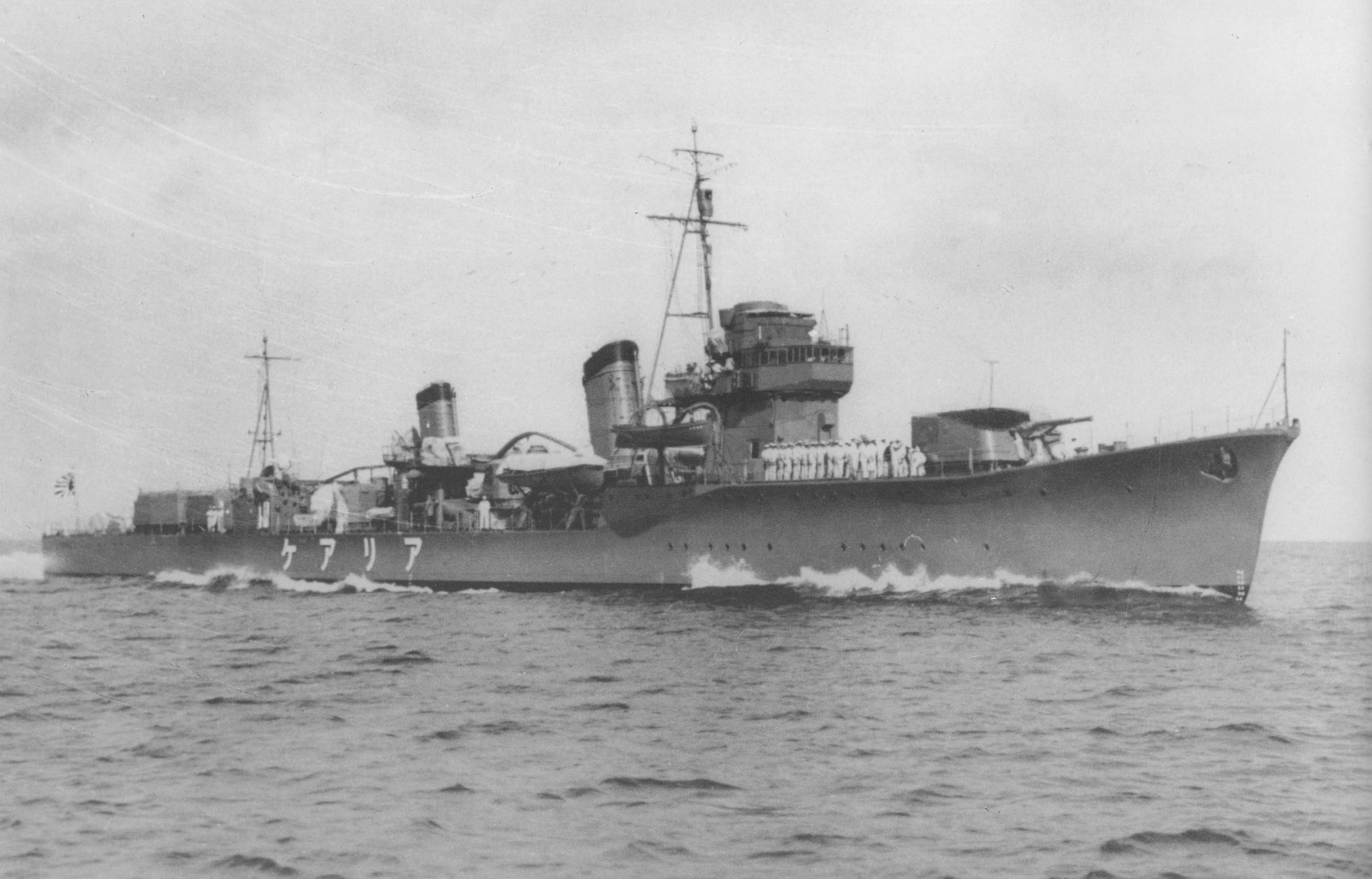
Torpedobootjager Ariake

- Ariake
- Hagikaze
- Maikaze
- Mochizuki
- Shigure
- Uzuki
- Yuzuki

- Akizuki-klasse
  - Akizuki
  - Natsuzuki
  - Teruzuki

- Fubuki-klasse
  - Ayanami

- Asashio-klasse
  - Minegumo

- Shiratsuyu-klasse
  - Shiratsuyu
  - Murasame

- Matsu-klasse
  - Sakura

- Kagero-klasse
  - Yukikaze

## Mijnenleggers
- Okinoshima
- Tsugaru